# Kinosternon integrum
Kinosternon integrum is een schildpad uit de familie modder- en muskusschildpadden (Kinosternidae). Er is nog geen Nederlandstalige naam voor deze soort. De soort werd voor het eerst wetenschappelijk beschreven door John Lawrence LeConte in 1854.
Kinosternon integrum komt voor in delen van Noord-Amerika en komt endemisch voor in Mexico. De schildpad bereikt een rugschild- of carapaxlengte tot ongeveer 20 centimeter. Heel jonge exemplaren hebben soms drie lengtekielen op het rugschild die echter snel verdwijnen, oudere dieren hebben slechts sporen van de middenkiel op de carapax. Het rugschild is grijs tot geelbruin of donkerbruin van kleur, de huid van de poten en kop is grijsbruin gekleurd.